# Ruth Mattheis
Ruth Mattheis (* 29. November 1919; † 6. Juni 2010) war eine deutsche Kinderärztin, Schulärztin und Senatsdirigentin in der Senatsverwaltung für Gesundheit in Berlin.

## Leben und Wirken
Ruth Mattheis besuchte von 1930 bis 1939 die Luise-Henriette-Schule im Bezirk Tempelhof in Berlin. Im Anschluss an das Abitur studierte sie von 1939 bis 1944 in Berlin und Halle Medizin. Im Jahr legte sie 1944 ihr Staatsexamen ab und wurde an der Universität Berlin zum Dr. med.  promoviert. Im Jahr 1951 beendete sie die Weiterbildung zur Fachärztin für Kinderheilkunde.
Von 1952 bis 1962 arbeitete Ruth Mattheis als Ärztin in der Kinderfürsorge und als Schulärztin im Bezirk Zehlendorf von Berlin. Sie wechselte 1962 zur Senatsverwaltung für Gesundheit über und wurde 1968 zur Abteilungsleiterin für Krankenhäuser und ambulante Dienste berufen. Diese Funktion übte sie bis zu ihrer Pensionierung im Jahr 1984 aus, in den letzten Jahren als Senatsdirigentin. Ab 1971 wirkte sie in der Arbeitsgemeinschaft der leitenden Medizinalbeamten der Bundesländer mit. Auf internationaler Ebene war sie von 1972 bis 1991 Delegierte der Bundesrepublik Deutschland bei der Weltgesundheitsorganisation (WHO). Von 1984 bis 1990 engagierte sie sich als Vorsitzende der Berliner Krankenhausgesellschaft e.V.
Ruth Mattheis hat während ihrer Tätigkeit in der Senatsverwaltung für Gesundheit das Berliner Gesundheitswesen entscheidend mitgestaltet und einen die Entwicklungen prägenden Einfluss genommen. Sie betrieb den Auf- und Ausbau von Krankenhäusern, setzte sich intensiv für eine Verzahnung von ambulanter und stationärer Versorgung ein und sorgte für die Gründung von Krankenheimen, einer Mischform von Krankenhaus und Pflegeheim. Auf ihre Initiative wurden im Rahmen der Psychiatrie-Reform sozial-psychiatrische Dienste eingerichtet und Wege zur Enthospitalisierung vieler Kranken und Behinderten geebnet. In der Absicht, Prävention, Gesundheitsförderung und Behindertenhilfe zu verbessern, rief sie ein Netz von Beratungsstellen ins Leben, darunter mit speziellen Sprechstunden zum Beispiel für Kinder mit bestimmten Behinderungen. Außerdem schuf Ruth Mattheis im Zusammenhang mit der Reform des § 218 StGB Modellberatungsstellen und einen sozial-medizinischen Dienst für Schwangerschafts-, Ehe- und Familienberatung.

## Ehrungen
- 1984: Professor e. h. des Landes Berlin
- 1987: Verdienstorden des Landes Berlin
- 2000: Paracelsus-Medaille